# Venarey-les-Laumes
Venarey-les-Laumes é uma comuna francesa na região administrativa da Borgonha-Franco-Condado, no departamento de Côte-d'Or. Estende-se por uma área de 10,24 km². Em 2010 a comuna tinha 2 896 habitantes (densidade: 282,8 hab./km²).